# Burgoon
Burgoon è un villaggio degli Stati Uniti d'America, situato nello stato dell'Ohio, nella contea di Sandusky.